# 克莱门特·佩恩运动
克莱门特·佩恩运动（英語：Clement Payne Movement，缩写为CPM）是巴巴多斯的一个左翼政党。该党成立于1988年，得名于巴巴多斯工人运动先驱克莱门特·佩恩。2006年，该党创建选举组织人民自强党。该党的意识形态是泛非主义。该党的主席是David Comissiong。该党与古巴共产党关系密切。